# Julie Stevens
Julie Stevens, född Julia Mary Bullas 20 december 1936, död 5 december 2024 var en brittisk skådespelare.

## Filmografi i urval
- 1962–1963 – The Avengers (TV-serie)
- 1964 – Nu tar vi Cleopatra
- 1964–1978 – Look and Read (TV-serie) (röst)
- 1969–1971 – Girls About Town (TV-serie)
- 1972–1974 – Cabbages and Kings (TV-serie)
- 2001 – Holby City (TV-serie)